# Ochthebius salebrosus
Ochthebius salebrosus är en skalbaggsart som beskrevs av Pu 1958. Ochthebius salebrosus ingår i släktet Ochthebius och familjen vattenbrynsbaggar. Inga underarter finns listade i Catalogue of Life.